# Karsten Kiilerich
Karsten Kiilerich (født 21. januar 1955) er en dansk filminstruktør, manuskriptforfatter og animator. Han er medstifter af det danske animationsstudie A. Film, som han stadig arbejder aktivt for.
Kiilerichs animerede kortfilm Når livet går sin vej (1997) blev nomineret til flere priser, herunder Oscar-prisen for bedste animerede kortfilm i 1999.

## Liv og karriere
Kiilerich blev født i Slagelse den 21. januar 1955 som søn af Aage og Kirsten Kiilerich (født Brink). Han er oprindeligt uddannet lærer fra Emdrupgård Lærerseminarium i 1978.
Kiilerich begyndte sin filmkarriere i 1986, da han arbejdede som assisterende animator for filmen Valhalla. I 1988 var Kiilerich med til at stifte animationsstudiet A. Film sammen med Stefan Fjeldmark, Jørgen Lerdam, Hans Perk og Anders Mastrup. De arbejder fortsat med hinanden.
Kiilerich skabte flere af sine egne kortfilm gennem 1990'erne og begyndelsen af 2000'erne. Hans spillefilmdebut var Den grimme ælling og mig (2006). Sidenhen har han været instruktør på filmene Albert (2015), Den lille vampyr (2017), Hodja fra Pjort (2018), Ida og Pjalte (2020) og En panda i Afrika (2023).

## Privatliv
Kiilerich er gift med fotografen Elizabeth Rønde Kristensen (født 1960).